# سبک زندگی پارینه‌سنگی
سبک زندگی پارینه‌سنگی، به شیوه زندگی‌ای گفته می‌شود که احتمالاً انسان در زمان پارینه‌سنگی به آن روش می‌زیسته است. در این نوع از زندگی، سعی می‌شود، سبک زندگی بشر در آن دوران، در عصر حاضر نیز به کار گرفته شود. چنین باوری بر این اساس استوار است که انسان طی میلیون‌ها سال در محیط پارینه‌سنگی فرگشت یافته است. از این رو انتظار می‌رود، بدن و ذهن انسان‌ها به حد کافی با شرایط زندگی به روش شکارچی-گردآورنده سازگار شده باشد. این در حالی است که کشاورزی تنها حدود ۱۰٬۰۰۰ سال پیش، در ابتدای دوران نوسنگی به وجود آمده و پیشینه عصر صنعتی نیز تنها به ۲۰۰ سال اخیر محدود می‌شود. طرفداران سبک زندگی پارینه‌سنگی مدعی هستند که زمان کافی برای سازگار شدن انسان با تغییرات عصر کشاورزی و عصر صنعتی وجود نداشته است؛ بنابراین سبک زندگی امروزی با ژنوم انسان سازگاری ندارد.
در حالی که تعداد معدودی از فرهنگ‌های موجود در جهان، سبک زندگی شکارچی-گردآورنده را همچنان ادامه می‌دهند، در میان جوامع امروزی نیز تلاش‌هایی انجام گرفته تا عناصر سبک زندگی پارینه‌سنگی را احیا کنند. انگیزه این افراد از چنین اقدامی، افزایش سطح سلامتی، تناسب اندام و شادابی با پیش‌گیری از بیماری‌های فراوانی همچون مرض چاقی، بیماری‌های قلبی-عروقی، سندرم متابولیک، آلرژی‌های شایع، انواع افسردگی و استرس مزمن است. هنوز شواهدی که نشان دهد، شکارچی-گردآورنده‌ها به چنین بیماری‌هایی دچار شده باشند، یافته نشده است؛ از این رو می‌توان این بیماری‌ها را ناشی از سبک زندگی مدرن دانست. افزون بر این، شواهدی به دست آمده که نشان می‌دهند، سبک زندگی پارینه‌سنگی، موجب کاهش سطح استرس و افسردگی شده و از سوی دیگر سطح کلی شادابی و تندرستی را نیز افزایش می‌دهد. از این رو نتیجه گرفته می‌شود که ذهن و عواطف انسان‌ها نیز با سبک زندگی شکارچی-گردآورنده‌ها سازگار شده است.
این سبک از زندگی، شامل رژیم غذایی پارینه‌سنگی، پابرهنگی، فعالیت‌های بدنی روزمره مربوط به دوران پارینه‌سنگی یا مهارت‌های بقا می‌شود. به طور کلی، جنبش پارینه‌سنگی، در راستای فلسفه بازگشت به طبیعت است که مورد حمایت بسیاری از محیط زیست‌گرایان می‌باشد.